# Kretas kyrka
Kretas kyrka (grekiska: Εκκλησία της Κρήτης) är ett ortodoxt samfund på den grekiska ön Kreta i Medelhavet. Samfund är sedan osmansk tid självstyrande, men lyder under Ekumeniska Konstantinopelpatriarkatet. Samfundets status regleras i grekisk lag.

### Fotnoter
1. ↑  ”Brief Historical Review of the Holy Archdiocese of Crete” (på engelska). Orthodox Research Institute. http://www.orthodoxresearchinstitute.org/articles/church_history/detorakis_brief_historical_review.htm. Läst 29 december 2014.